# 哈利法克斯 (麻薩諸塞州)
哈利法克斯（英語：Halifax）是一個位於美國麻薩諸塞州普利茅斯縣的鎮。

## 人口
根據2020年美國人口普查的數據，哈利法克斯的面積為44.90平方千米，當中陸地面積為41.80平方千米，而水域面積為3.10平方千米。當地共有人口7749人，而人口密度為每平方千米173人。